# 厚叶石斑木
厚叶石斑木，又稱為革葉石斑木、繖花石斑木，为蔷薇科石斑木属下的一个物种，属于常青灌木或小型喬木，原產於台灣、日本南部、琉球、小笠原群島、韓國，常作為園藝觀賞植物和行道樹。此外，石斑木屬植物在台灣還另有兩個變種：田代氏石斑木（亦稱石斑木）及恆春石斑木。

## 分布及命名
厚葉石斑木為台灣原生植物之一，野生群落分佈於台灣本島北部近基隆海濱地區、蘭嶼及綠島。因為具有厚的革質葉片與狀似密點石斑魚斑紋的葉背脈紋，故得名。

## 特徵及習性
厚葉石斑木為常綠灌木或小型喬木，可生長至2－3公尺高，枝條端直細長，為小枝叢生，其幼枝灰白、光滑，老枝則呈赤褐色、有明顯裂紋。
葉序為單葉，互生，其葉片厚且為革質，呈現橢圓或倒卵形，葉緣略向葉背反捲，全緣或僅先端有疏鋸齒緣，葉子基部呈現寬楔形，其葉柄短，叢生在枝梢。葉長 4.5－7 公分，寬 1－3.5 公分。新葉密被白色或紅褐色茸毛，老葉則茸毛會漸漸脫落，在落葉前葉色會轉為紅豔，葉背的脈紋清晰彷若石斑魚的斑紋。
花為頂生，屬總狀花序作圓錐花序狀排列，花萼筒為鐘形，有 5 裂片，裂片呈長橢圓形，表面被褐色毛。花冠為白色，有 5 枚呈篦狀倒卵形，長大約 2 公分，其花瓣前端有不整齊的凹裂；雄蕊多數，長短不固定，花朵初盛開時雄蕊的花絲為白色，之後會逐漸轉為紫紅色，而雌蕊則是與花萼筒合生，柱頭有 2－3 叉，子房下位。花期在 3－5 月，略具芳香。
果實為球形，直徑約 0.1－0.6 公分，成熟時會由紅色轉為紫藍色，結果期為8月。

## 繁殖方式
以播種、扦插及高壓法為主。在播種前應先浸於25-30℃溫水中以提高發芽率。

## 用途
1. 園藝造景植物：因葉形漂亮曾獲致園藝界選定其為庭園植物，栽種於各地，常見為行道樹、綠色圍籬、庭園美化、防風樹和地被植物。
2. 染料：因其樹皮富含鞣質，可萃取做為染料。
3. 花材：其花枝、果枝可供做花藝、盆栽等用途。
4. 藥材用：其根具有袪風、利濕、活血化淤、收斂、止血等功效。[3]

### 引用
1. ↑   (PDF). 行政院環境保護署. 2016-07-06  [2018-04-12]. （原始内容存档 (PDF)于2018-04-13）.

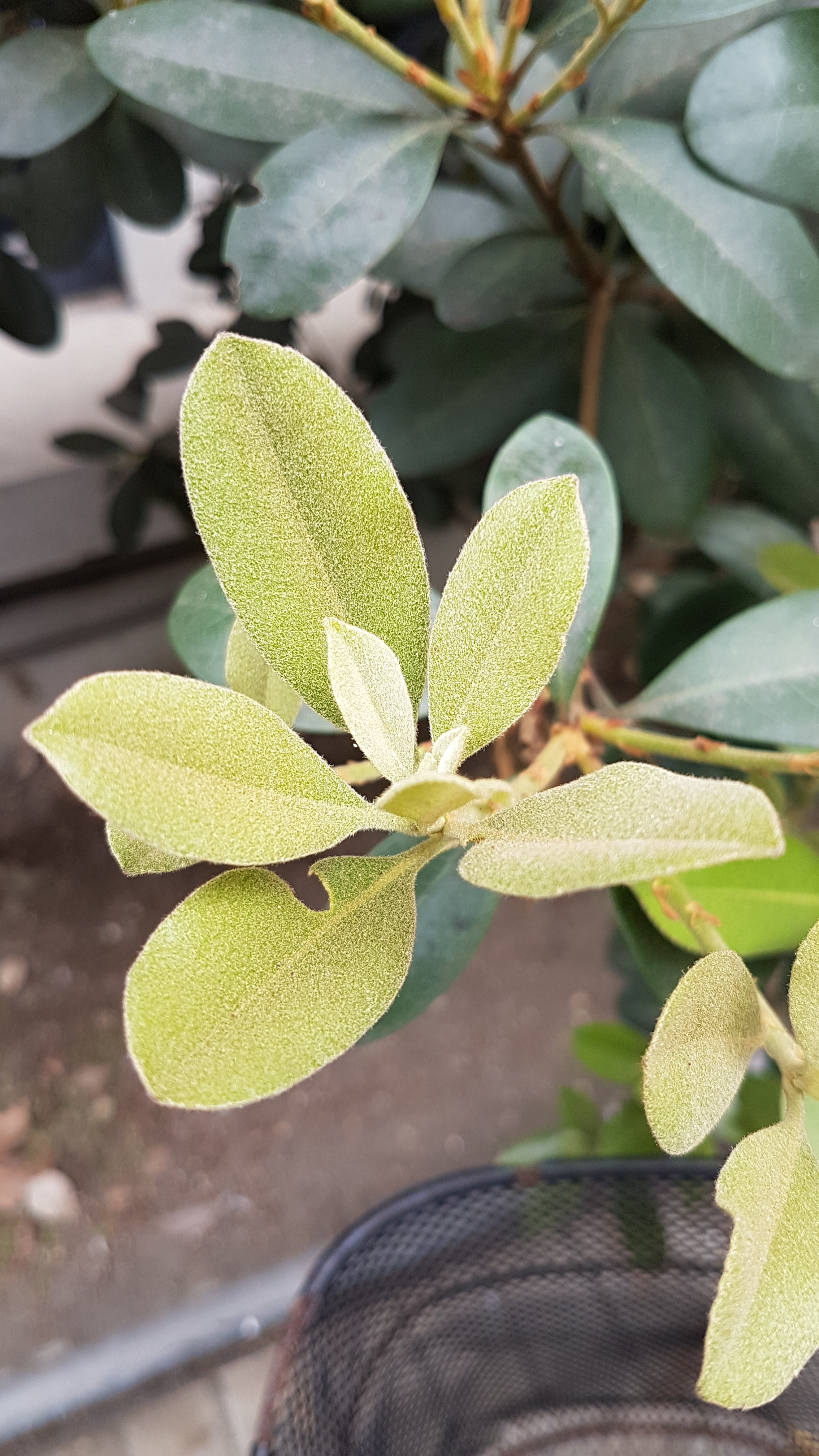
其幼葉顏色較淡且密布茸毛

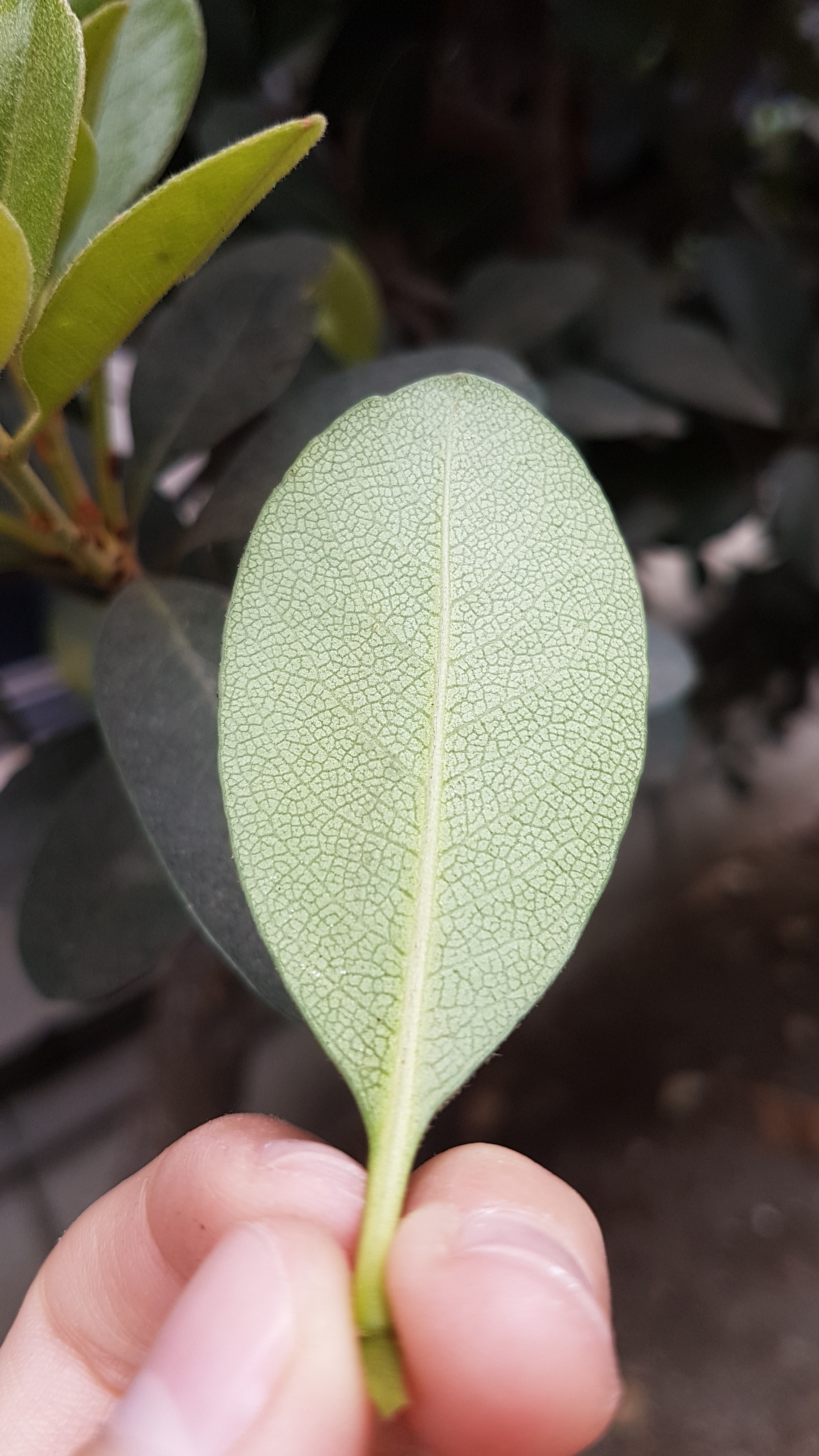
圖上可看到清晰的葉背脈紋

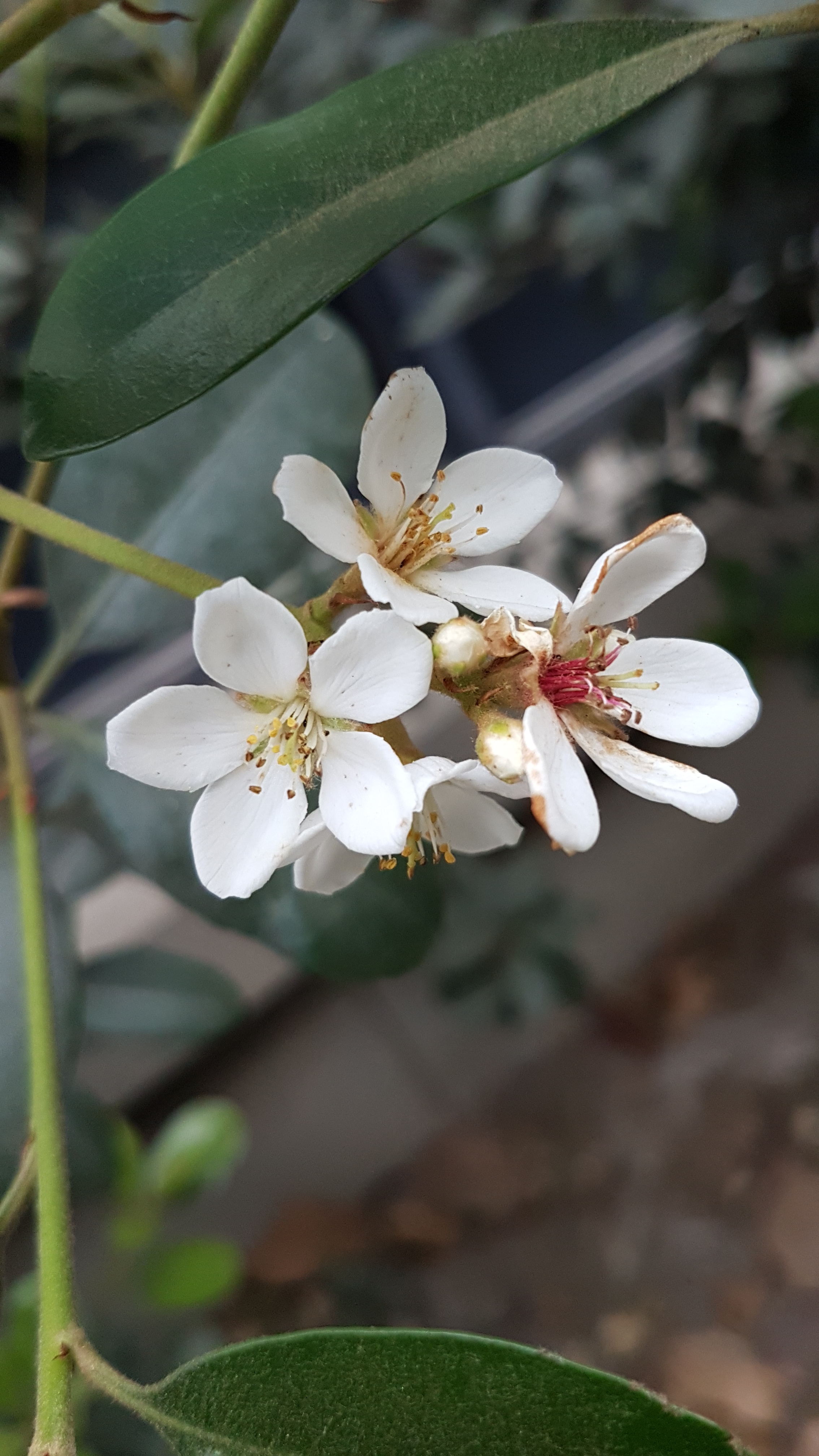
圖中同時可見白色及紅色雄蕊

2. ↑  Liu Bing刘冰, et al, 2024. Rhaphiolepis umbellata （页面存档备份，存于） in Catalogue of Life China: 2024 Annual Checklist, Beijing, China, 2023-04-01 [2024-12].
3. 1 2 3  .   [2018-04-12]. （原始内容存档于2020-08-11）.
4. 1 2 3  花卉介紹- 臺北新花漾網站[永久]
5. ↑  .   [2022-04-09]. （原始内容存档于2019-12-08）.
6. ↑  .   [2018-04-13]. （原始内容存档于2019-09-22）.

### 來源
- . 中国植物物种信息数据库.   [2013-01-15].

- .   [2017-04-13]. （原始内容存档于2019-09-17） （中文）.
- .   [2017-04-13]. （原始内容存档于2020-07-12） （中文）.
- 胡先驌 等.  (PDF). 中國: 中國科學院. 2004  [2017-04-13]. （原始内容 (PDF)存档于2018-04-13） （中文）.

## 扩展阅读
維基物種上的相關：厚叶石斑木